# Karlis Veinbergs
Karlis Veinbergs, född 14 december 1916 i Riga, död 25 mars 1991 i Malmö, var en lettländsk-svensk målare och tecknare.
Efter studier vid konstakademien i Riga och konstnärlig verksamhet i hemlandet kom Veinbergs som flykting till Sverige 1943 och fick då möjlighet att följa undervisningen vid Kungliga konsthögskolan i Stockholm. Under slutet av 1940-talet utförde han ett stort antal akvareller under resor i USA, Västindien, Frankrike och Belgien. Han vistades i Australien och var där anställd som tecknare och illustratör vid den statliga skogsvårdsstyrelsen 1950–1965. Därefter återvände han till Sverige och tog upp sitt konstnärskap. Separat ställde han bland annat ut i Malmö, Karlstad och Västervik. Tillsammans med Leo Janis ställde han ut i Malmö och några andra svenska städer. Han medverkade i utställningen Estnisk och lettisk konst som visades på Liljevalchs konsthall i Stockholm. Hans konst består av landskapsmotiv i olja eller akvarell. Veinbergs är representerad vid Värmlands museum i Karlstad.  